# Lola Cola
Albums de The Frenchies
- -
Lola Cola est l'unique album du groupe de rock français The Frenchies, sorti en 1974 sur le label Harvest Records.

## Réception
L'album est inclus dans l'ouvrage Philippe Manœuvre présente : Rock français, de Johnny à BB Brunes, 123 albums essentiels.

## Liste des pistes
| No | Titre                    | Auteur | Durée |
| -- | ------------------------ | ------ | ----- |
| 1. | Dillinger's Coming       |        | 3:17  |
| 2. | Rock'n'Roll Fascination  |        | 4:59  |
| 3. | Mike's Bike              |        | 3:11  |
| 4. | Detroit Palm Trees       |        | 4:50  |
| 5. | Love Is a Game           |        | 4:11  |
| 6. | Lola Cola                |        | 3:01  |
| 7. | Waiting for Mary Lou     |        | 4:49  |
| 8. | Sweet Face               |        | 4:02  |
| 9. | Lana Turner Cheap Dreams |        | 10:00 |

## Personnel
- Martin Dune : Chant
- Michaël Memmi : Guitare basse
- Morgan Davis : Guitare
- Linn Lingreën : Guitare
- "Kiss" Olivier Legrand : Batterie